# آسیاب بالا
آسیاب بالا مربوط به سده‌های متاخر دوران‌های تاریخی پس از اسلام و در حدود ۲۰۰ سال است و در شهرستان کرمان، بخش چترود، دهستان کویرات، روستای سرآسیاب شش واقع شده و این اثر در تاریخ ۲۷ اسفند ۱۳۸۷ با شمارهٔ ثبت ۲۶۲۶۳ به‌عنوان یکی از آثار ملی ایران به ثبت رسیده است.